# Виипсу
Виипсу (ест. Võõpsu) — сільське селище (ест. alevik) в Естонії, у волості Ряпіна у повіті Пилвамаа.
| Естонія | Це незавершена стаття з географії Естонії. Ви можете допомогти проєкту, виправивши або дописавши її. |

1. ↑  http://metaweb.stat.ee/view_xml.htm?id=4388196&searchText=9608
2. ↑  Land and Spatial Development Board — 1990.